# Rezerwat przyrody Jasień
Rezerwat przyrody Jasień – florystyczny rezerwat przyrody w gminie Kobiele Wielkie, powiat radomszczański, województwo łódzkie. Położony jest na południe od wsi Jasień, za stawami rybnymi. Rezerwat znajduje się na gruntach zarządzanych przez Nadleśnictwo Gidle.
Został utworzony na mocy Zarządzenia Ministra Leśnictwa i Przemysłu Drzewnego z dnia 16 października 1958 roku na powierzchni 14,50 ha (M.P. z 1958 r. nr 92, poz. 509). Obecnie zajmuje powierzchnię 19,81 ha. Ochronie podlega naturalne siedlisko cisa pospolitego. Do innych cennych roślin występujących na terenie rezerwatu należą liczydło górskie, starzec kędzierzawy, wroniec widlasty.
Według obowiązującego planu ochrony ustanowionego w 2013 roku, obszar rezerwatu objęty jest ochroną czynną.
Rezerwat zlokalizowany jest w granicach specjalnego obszaru ochrony siedlisk sieci Natura 2000 „Cisy w Jasieniu” PLH100018.